# Karl Hans Strobl
Pour les articles homonymes, voir Strobl (homonymie).
Karl Hans Strobl (né à Iglau le 18 janvier 1877 et mort à Perchtoldsdorf près de Vienne le 10 mars 1946) est un écrivain autrichien de langue allemande. Il est surtout connu pour ses récits fantastiques.

## Biographie
Karl Hans Strobl fait des études de droit à Prague jusqu'en 1894. Pendant cette période, il est un membre actif du Corps Austria, une des plus anciennes sociétés d'étudiants. En 1900, une fois ses études achevées, il devient commissaire des finances à Brno. Alors que le conflit de nationalités s'accentue en Autriche-Hongrie à cette époque, ses positions pro-allemandes lui mettent à dos ses supérieurs tchèques. Il doit démissionner du service public en 1913 et devient éditeur au "Turmhahn" à Leipzig. De 1915 à 1918, il est correspondant de guerre. À la fin de la Première Guerre mondiale, il obtient la citoyenneté autrichienne, et s'installe à Iglau puis Perchtoldsdorf où il commence réellement sa carrière d'écrivain. Il rédige alors une centaine d'œuvres, des romans et nouvelles pour la plupart, mais aussi des biographies et de nombreux articles pour la presse.
Ses premières œuvres à être publiées sont des récits fantastiques, grotesques et d'épouvante. Cependant, c'est avec son roman Vaclavbude que le grand public le découvre. Il y décrit notamment la vie à Prague lors des événements qui suivent la décision du ministre Badeni d'imposer le bilinguisme en Bohême. Plus tard, en tant qu'Allemand des Sudètes, il s'engagera dans plusieurs de ses romans en faveur des idées du Reich.
Dès 1933, Strobl est membre du NSDAP autrichien. Il est expulsé de Tchécoslovaquie en 1934 pour « activité subversive ». Il devient en 1938 de directeur de la « Reichsschrifttumskammer » de Vienne, sorte d'organisation des écrivains dirigée par le ministère de la culture de Joseph Goebbels.
En 1945, il est arrêté par l'Armée rouge, et est forcé de travailler sur des chantiers. Il meurt un an plus tard dans une maison de retraite, à la suite d'attaques à répétition.

## Publications
- Die Vaclavbude, Berlin 1902
- Der Schipkapaß, Berlin 1908

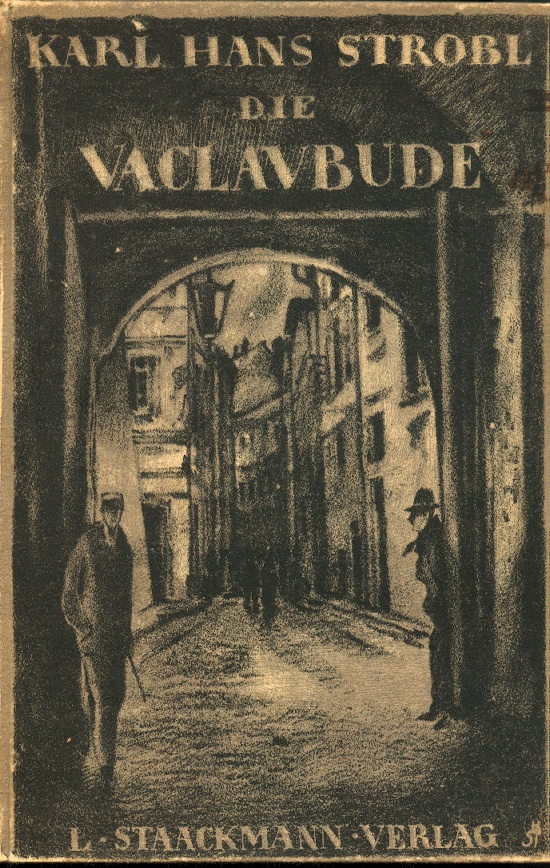
Couverture de Die Vaclavbude

- Das Wirtshaus „Zum König Przemysl", Leipzig 1913
- Die Flamänder von Prag (Neuauflage von „Der Schipkapaß"), Karlsbad 1932
- Schwarz-Weiß-Gelb. Ein Spiel zum 65. Stiftungsfest des Corps Austria-Prag zu Frankfurt a/M., o.O. 1926, Nachdruck in: Einst und Jetzt Jahrbuch des Vereins für corpsstudentische Geschichtsforschung e.V., Würzburg 2006, S. 243-264

Romans fantastiques
- Eleagabal Kuperus, München 1910, Festa Leipzig, Teil 1  (ISBN 3-86552-014-6), Teil 2  (ISBN 3-86552-015-4)
- Das Frauenhaus von Brescia, Leipzig 1911
- Die vier Ehen des Matthias Merenus, Leipzig 1914
- Lemuria, München 1917, Festa Leipzig,  (ISBN 3-86552-029-4)
- Gespenster im Sumpf, Leipzig 1920
- Der Zauberkäfer, Wien 1923
- Die Eier des Basilisken, Reichenberg 1926
- Bismarck (3 Bde.) Leipzig 1915-1919, Voltmedia Paderborn,  (ISBN 3-937229-22-1)
- Goya und das Löwengesicht, Leipzig 1931

Écrits autobiographiques
- Das zweite Band, in: Aura Academica, 2. Jahrg., Leipzig 1914, S. 139-156.
- Verlorene Heimat, Jugenderinnerungen aus dem deutschen Ostland, Stuttgart 1920
- K.P.Qu., Reichenberg 1928
- Heimat im frühen Licht, Budweis, Leipzig 1942
- Glückhafte Wanderschaft, Budweis, Leipzig 1942
- Die Weltgeschichte und das Igelhaus, Budweis, Leipzig 1944